# Kloster Engelthal (Nürnberger Land)

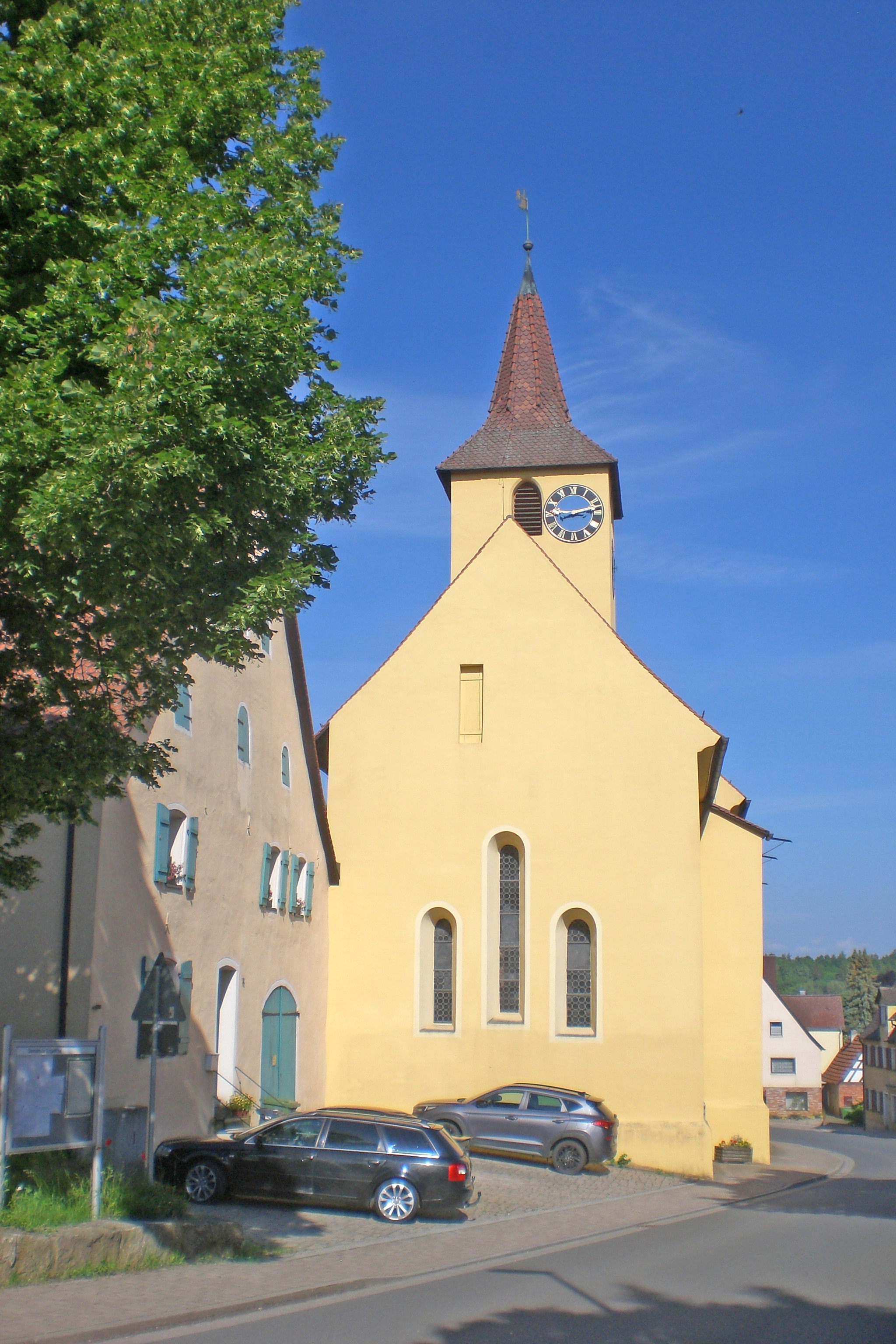
Die Engelthaler Klosterkirche (2024)

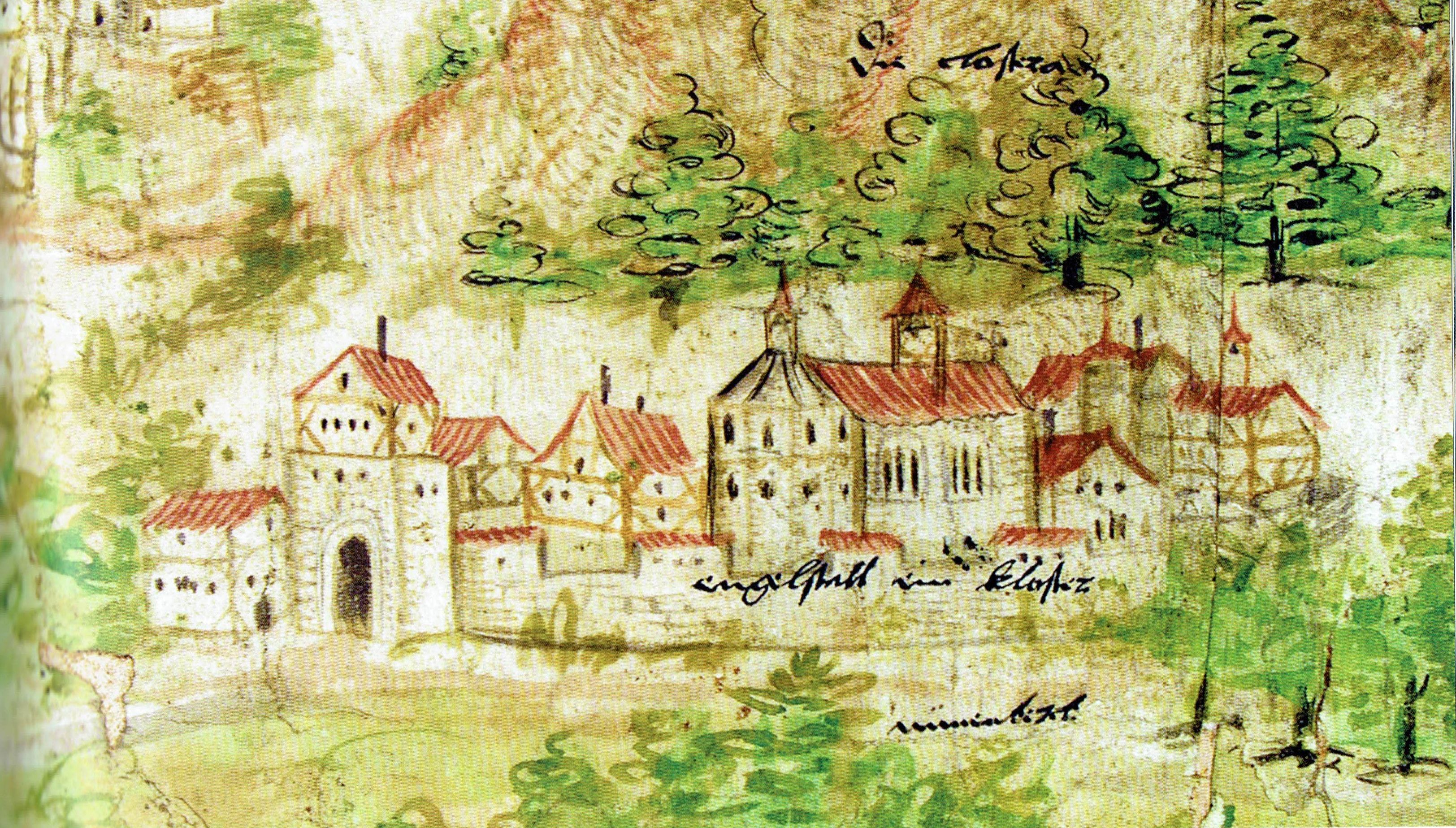
Kloster Engelthal um 1550 (beachtenswert sind die polygonale Westkapelle sowie die dreigliedrigen Südfenster)

Das Kloster Engelthal ist ein ehemaliges Kloster der Dominikanerinnen in Engelthal im Nürnberger Land in Bayern in der Diözese Eichstätt. Im 14. Jahrhundert war es ein Zentrum mystischer Spiritualität und Literatur.

## Geschichte
Die Gründung des Klosters Engelthal war eine indirekte Folge der Machtkämpfe zwischen kaiserlicher und päpstlicher Herrschaft, die sich in der ersten Hälfte des 13. Jahrhunderts abgespielt hatten. Im Zuge dieser Auseinandersetzungen hatte der Eichstätter Bischof Friedrich II. von Parsberg 1240 in päpstlichem Auftrag den Kirchenbann und das Interdikt gegen die kaisertreue Stadt Nürnberg verhängt. Eine dort bislang in klosterähnlicher Gemeinschaft lebende Gruppe von Beginen hatte die Stadt daraufhin verlassen müssen und im Umland der Stadt Zuflucht gesucht. Der Reichsministeriale Ulrich II. von Königstein gewährte ihnen diese in dem unter seiner Herrschaft stehenden kleinen Ort Engelschalkesdorf. 1243 übereignete er ihnen seine Güter im Dorf Swina (Schweinach), als Ausstellungsort ist bereits Engethal genannt;  mit dieser Schenkung waren die wirtschaftlichen Voraussetzungen zur Gründung des später Johannes dem Täufer geweihten Klosters geschaffen worden.
Unter der Leitung des Kaplans Ulschalk von Vilseck wurde ein Kirchenneubau begonnen, welcher der Mutter Gottes und dem Johannes der Täufer geweiht war. Im Juni 1244  folgte die kirchliche Gründung durch Bischof Friedrich II. von Eichstätt mit der Bestätigung der Augustinerregel mit den Statuten der Schwestern  des hl. Sixtus in . Rom (Dominikanerinnen). Die erste gewählte Priorin war Dietmund von Gaylenhausen. 1248 wurde das Kloster durch Papst Innozenz IV. in den Dominikanerorden inkorporiert. In den folgenden Jahrzehnten entwickelte es sich relativ schnell zur bedeutendsten Grundherrschaft der Region, was vor allem auf zahlreiche weitere Schenkungen zurückzuführen war. Diese stammten dabei nicht nur von der Familie des Klostergründers, sondern kamen auch von vielen anderen Ministerialenfamilien der Umgebung. Dies führte dazu, dass sich um das Jahr 1300 bereits 175 Höfe und Güter in 54 Ortschaften im Besitz des Klosters befanden, ein halbes Jahrhundert später nochmals 70 weitere. Zu dieser Zeit des ökonomischen Aufschwungs erlebte das Kloster auch seine spirituelle Blütezeit, als es sich zu Lebzeiten Christine Ebners (s. u.) den neuen religiösen Entwicklungen des 13. und beginnenden 14. Jahrhunderts öffnete. Von Kaiser Karl IV., der um 1350 das Kloster visitiert hatte, wurde das Gebiet 1353 in Neuböhmen einbezogen. Nach dessen Verkauf kam Engelthal 1373 unter wittelsbachische Landesherrschaft. Mit dem Landshuter Erbfolgekrieg wurde Engelthal als Kriegslohn 1504 der Nürnberger Landschaft zugeschlagen.
Zu Beginn des 16. Jahrhunderts wurden von dem Kloster Reformen verlangt, da man dem Kloster einen Verfall von Zucht und Ordnung vorgeworfen hatte (sogar Kinder sollten von Nonnen geboren worden sein). 1512 wurde von dem Augsburger Dominikanerprior Schmid eine Visitation durchgeführt, bei der milde Reformen vorgeschlagen wurden. Allerdings griffen diese nicht und die Klausur wurde alsbald wieder geöffnet. Schließlich befahl der Ordensmeister Thomas Cajetan mit Unterstützung des Papstes eine grundlegende Reform des Klosters. In der Folge wurden die Priorin Margarethe Kürmreuther und die Subpriorin Martha Kürmreuther abgesetzt und durch die Patrizierinnen Barbara Tucher und Brigitte Haller ersetzt. Die Stadt Nürnberg setzte 1515 einen Pfleger ein, dem die Schwestern wirtschaftlich Rechenschaft ablegen mussten. Diese Reformen wurden aber bald durch die lutherische Reformation überholt.
Mit der Ära der Reformation kam das Ende des Klosters Engelthal. Nachdem die Stadt Nürnberg in den 1520er-Jahren zum Protestantismus übergetreten war, hatte der Rat der Stadt daraufhin auch die Auflösung aller Klöster im Herrschaftsgebiet der Reichsstadt beschlossen. Allerdings wurde die Auflösung nicht sofort umgesetzt, sondern den Klöstern wurde die Aufnahme neuer Mitglieder untersagt. Die dort lebenden Nonnen und Mönche wurden jedoch nicht aus ihren Klöstern verwiesen, sondern durften bis zu ihrem Ableben dort wohnen bleiben. Erst nach dem Tod des letzten Klostermitglieds sollte schließlich die endgültige Auflösung des jeweiligen Klosters vollzogen werden. Dies betraf auch das Kloster Engelthal, das keine neuen Novizinnen mehr hatte aufnehmen dürfen.

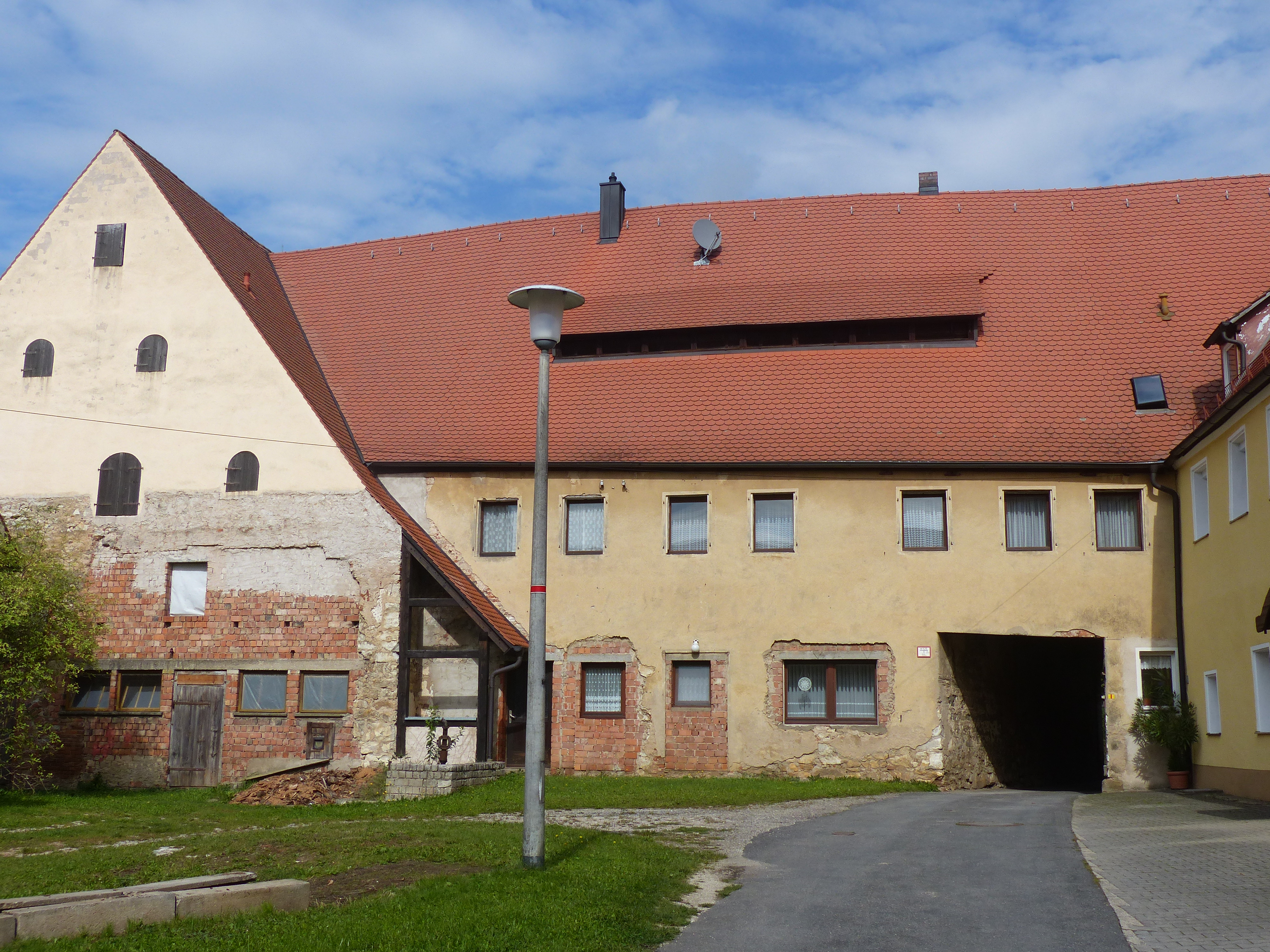
Pflegschloss Engelthal

Noch vor der Auflösung des Klosters wurde dieses 1552 während des Zweiten Markgrafenkriegs von markgräflichen Truppen völlig niedergebrannt. Das endgültige Ende des Klosters kam schließlich im Juli 1565 mit der Auflösung des Klosterkonvents. Der zu diesem Zeitpunkt bestehende Klosterbesitz aus 327 Höfen und Gütern ging danach in den vollständigen Besitz der Stadt Nürnberg über, die daraus das Pflegamt Engelthal bildete.

## Mystik und literarische Tätigkeit
Von 1289 bis 1356 lebte in dem Kloster Christine Ebner, die wegen ihrer Schriften als eine der bedeutendsten Vertreterinnen der Mystik des 14. Jahrhunderts gilt. Auf Anregung des Dominikaners Konrad von Füssen fanden ab 1317 ihre Gnadenerfahrungen auch schriftlich ihren Niederschlag. Das Kloster entfaltete in der Folgezeit eine im deutschen Sprachraum einzigartige literarische Produktion in der Schilderung  von „Offenbarungen“ und anderen Gnadenerlebnissen, in denen zugleich eine spezifische Theologie zum Ausdruck kam. Insbesondere Christine Ebner entwickelte in ihren Schriften das Bild eines den Menschen zugewandten, liebenden und gnadenreichen Gottes. Im Schwesternbuch Von der genaden uberlast (Von der Gnaden Überlast) zeichnete sie auch die Begnadung ihrer Mitschwestern auf. Daneben entstand die Gnadenvita des Klosterkaplans Friedrich Sunder sowie, von zwei Kaplänen des Klosters verfasst, die (nur fragmentarisch erhaltene) Vita der Schwester Gerdrut von Engelthal. Nach 1330 schrieb auch Adelheid Langmann (1306–1372) Offenbarungen nieder, die dann redaktionell zu einer Gnadenvita überarbeitet wurden. Vielleicht ist auch das Werk Der Minnespiegel in Engelthal entstanden. In die geistigen Interessen der Klostergemeinschaft gibt auch ein erhaltenes Engelthaler Bibliotheksverzeichnis vom Jahr 1447 Einblick.
Insgesamt zeichnet sich die Engelthaler Literatur durch eine große formale Variabilität aus; sie ist in ständiger Entwicklung, wobei die einzelnen Autorinnen und Autoren auf gemeinsames Quellenmaterial zurückgreifen konnten und sich offensichtlich wechselseitig beeinflusst haben. Noch wenig erforscht ist das Feld der literarischen Beziehungen. Wahrscheinlich kannte man in Engelthal die Tochter Syon des Lamprecht von Regensburg; möglich ist auch die Kenntnis der Zisterziensermystik und von Werken aus dem Kloster Helfta. Um das Jahr 1325 sind in Engelthal mystische Predigten von Dominikanern bezeugt. Später gelangte durch Heinrich von Nördlingen das Fließende Licht der Gottheit der Mechthild von Magdeburg nach Engelthal. In der heutigen Forschung zur Literatur in Frauenklöstern hat das Kloster Engelthal durch die relativ breite Überlieferung von Quellen und Archivmaterial neues Interesse gefunden.

## Sonstiges
Im Debütroman Gargoyle des kanadischen Schriftstellers Andrew Davidson ist das Kloster Engelthal ein zentraler Handlungsort. In der auf verschiedenen Zeit- und Raumebenen angelegten Handlung dieses Buches ist es der Schauplatz einer Liebesbeziehung zwischen einer dort lebenden Nonne und einem Söldner. Mittels der im Roman handelnden – jedoch rein fiktiven – Personen wird die Bedeutung des Klosters als eines mittelalterlichen spirituellen Zentrums thematisiert.

## Bilder

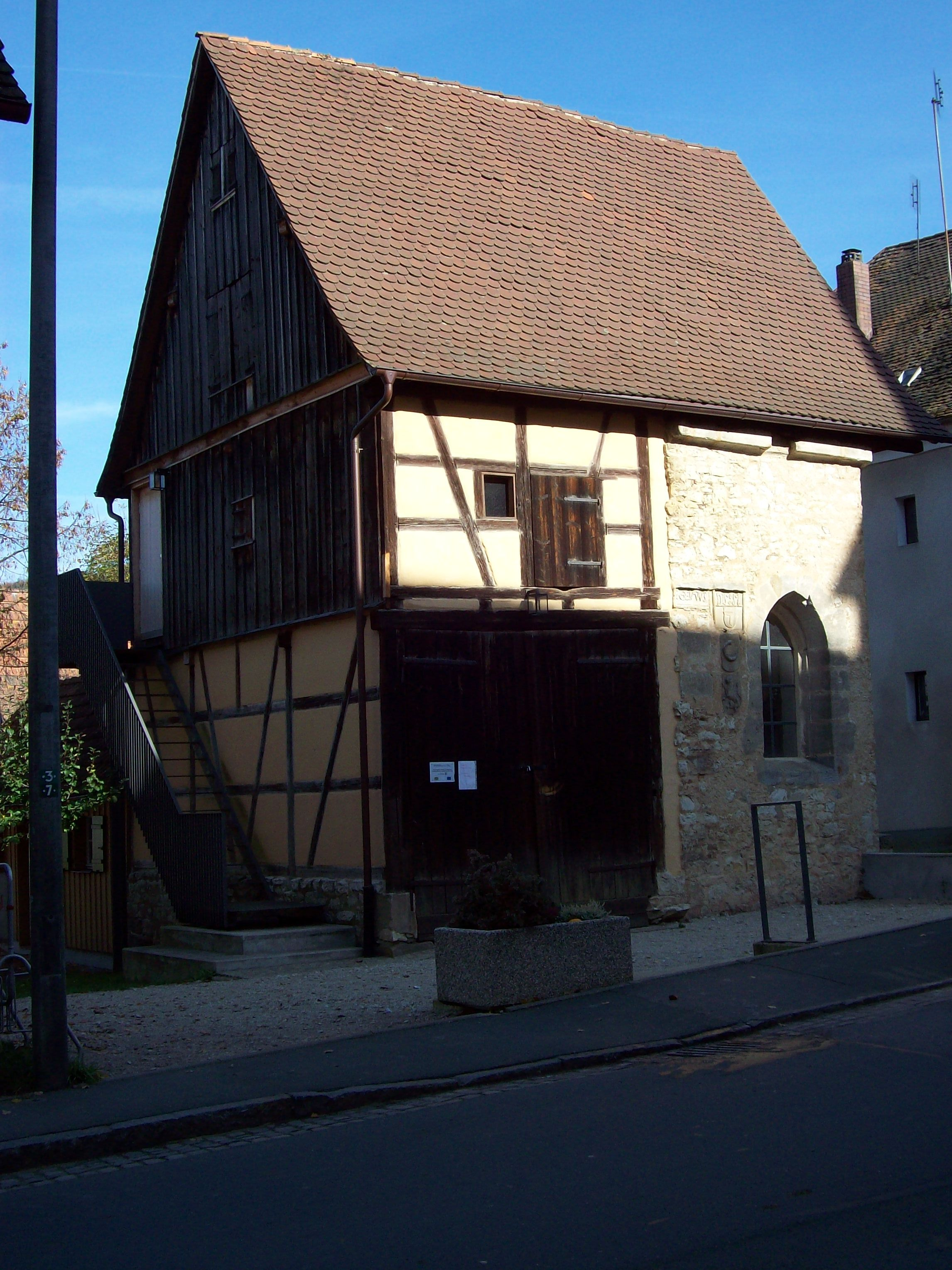
Die ehemalige St.-Willibald-Kapelle
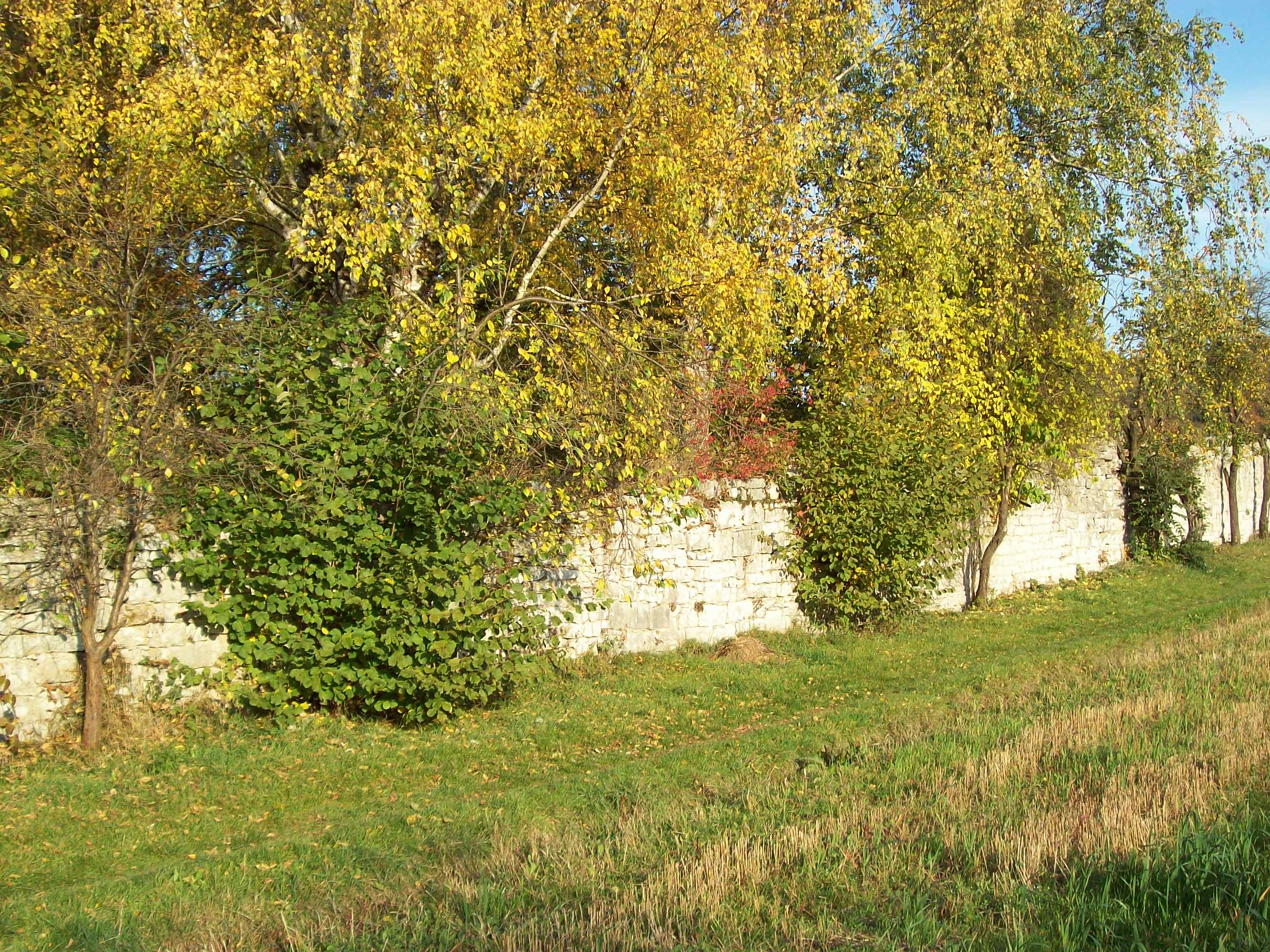
Ein Rest der ehemaligen Klostermauer
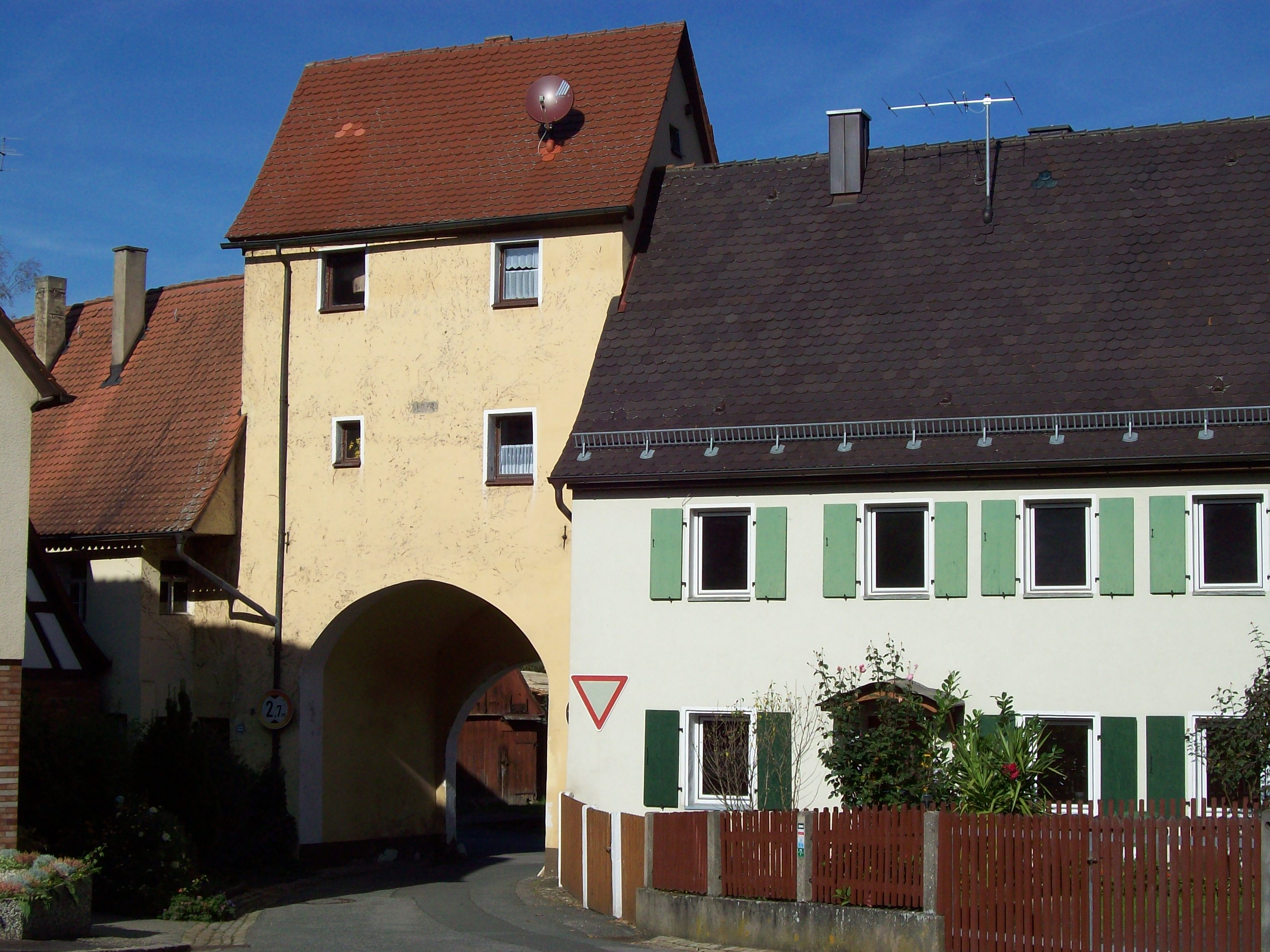
Das Nordtor der Engelthaler Klostermauer
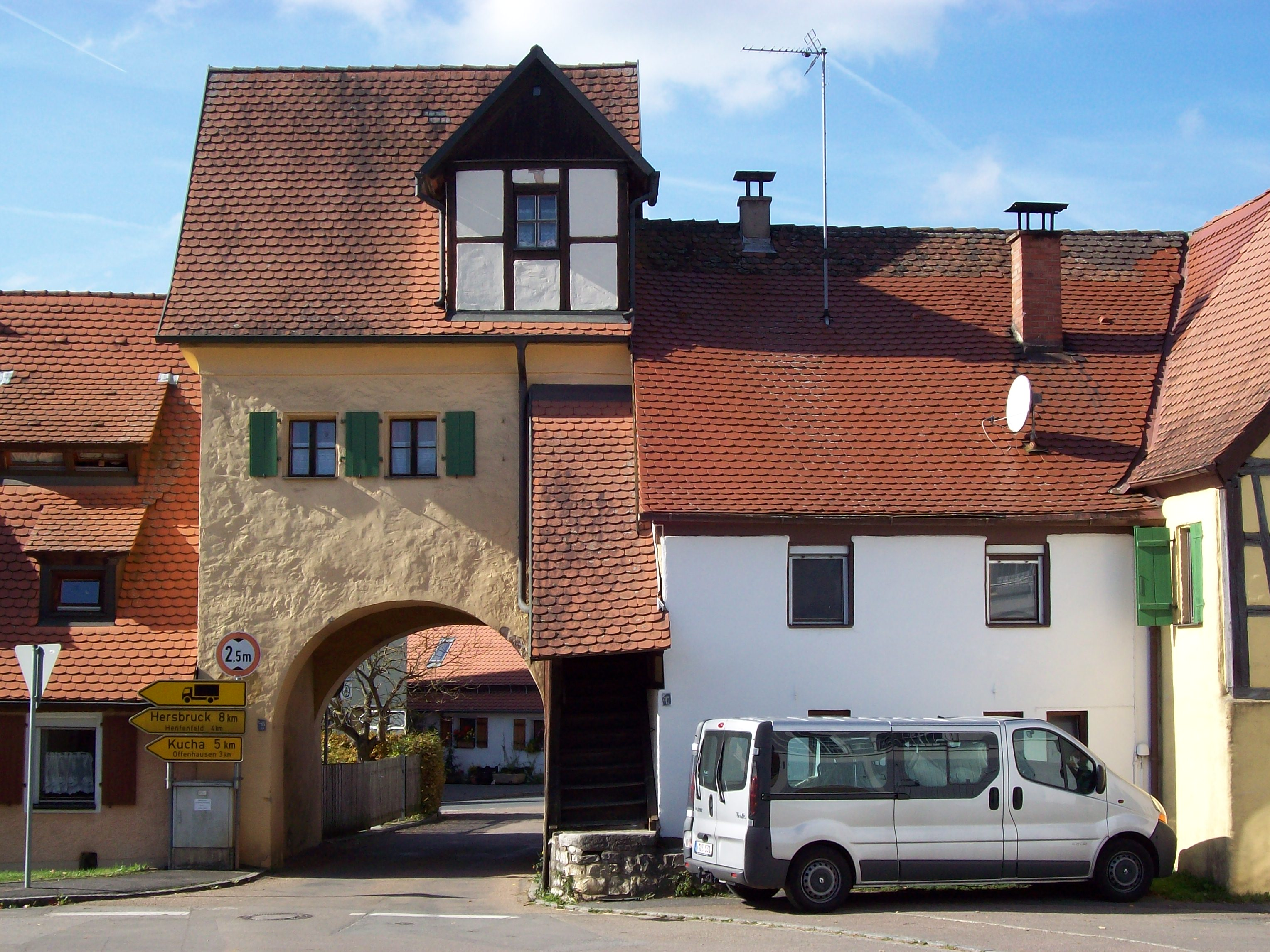
Das Osttor der Engelthaler Klostermauer
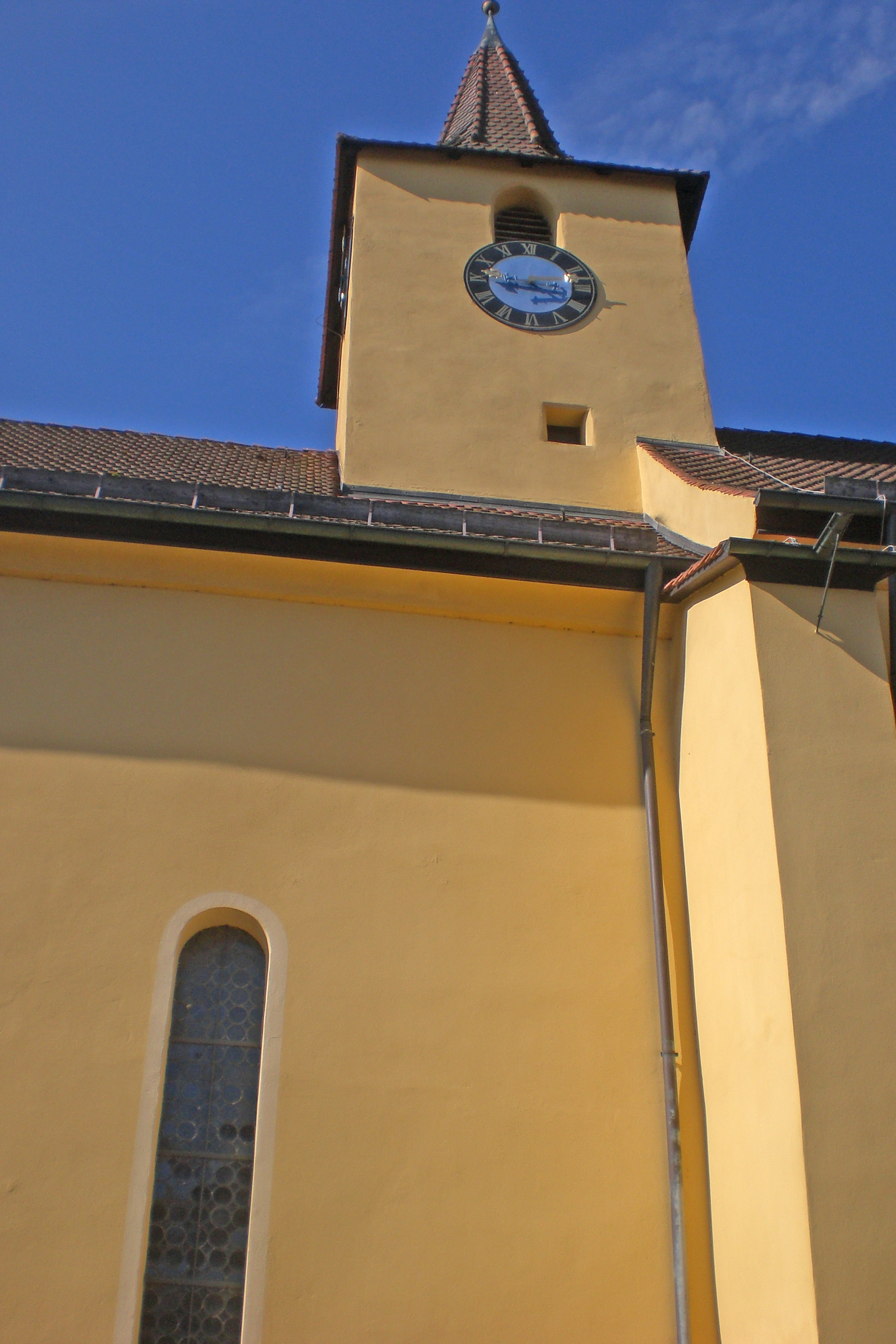
Turm der Klosterkirche